# マヌエル・アビラ・カマチョ
マヌエル・アビラ・カマチョ（スペイン語: Manuel Ávila Camacho, 1897年4月24日 - 1955年10月13日）は、メキシコの軍人、政治家。1940年12月1日から1946年11月30日まで、第45代メキシコ合衆国大統領を務めた。

## 前半生
アビラ・カマチョは1897年4月24日、プエブラ州のTeziutlánという小さな街で中産階級の家庭に生まれた。彼は国立高等学校に進学したものの中退し、大学に進学することは無かった。1914年には軍に入隊して中尉となり、1920年には大佐に昇進していた。同年、彼は幕僚長としてミチョアカン州のラサロ・カルデナス将軍の元に派遣され、ここで二人は親友となった。1929年にはカルデナスに従ってエスコバルの反乱を鎮圧し、旅団長へと昇進した。1933年には国防省の事務局長となり、1937年には国防大臣に就任した。当時の大統領はカルデナスが就任しており、アビラ・カマチョは彼の腹心として行動した。1938年には、カルデナスの石油国有化政策に反対するアメリカとの関係が極度に悪化し、それに乗じてパンチョ・ビリャ派の流れを汲み、メキシコ国内に最後に残った地方ボスであるサトゥルニーノ・セディジョ（en:Saturnino Cedillo）が自らの基盤であるサンルイスポトシ州で反乱を起こしたが、アビラ・カマチョは国防大臣として軍内を完全に掌握し、速やかに反乱を鎮圧した。また、石油危機にも政府内の動揺を良く抑えた。これによりアビラ・カマチョは政府内で力を持つようになった。またアビラ・カマチョは政府内では中道派であり、左翼にも右翼にも傾かない政治姿勢は政府内において好感を持って迎えられた。こうして1940年、アビラ・カマチョはカルデナスの後継大統領候補に選ばれ、メキシコ革命党の候補として大統領選挙に出馬し、右派野党国民行動党のファン・アンドリュー・アルマサンを破って当選を果たした。

## アビラ・カマチョ政権
アビラ・カマチョは政権を握ると、前カルデナス政権の急進的改革を少しずつ緩和し始めた。石油危機以来のアメリカとの関係を改善し、1941年に第2次世界大戦が始まると早々に連合国側に立っての参戦を決定した。1942年には徴兵制を実施した。また、農地改革のスピードを緩め、工業化と経済開発へと政権の基本線をシフトさせていった。社会保障の充実や教育の拡充をおこなった。軍事面においては、メキシコ革命党の軍事部会を1940年末に解散させ、軍の文民統制を実現した。1946年1月18日にはメキシコ革命党を制度的革命党に改組した。
1946年、アビラ・カマチョは内務大臣ミゲル・アレマン・バルデスを後継大統領候補に指名し、彼の当選とともに引退して農場経営者となった。1955年10月13日、彼はメヒコ州にて死亡した。